# Giovanni Battista Zupi
Giovanni Battista Zupi (ur. 2 listopada 1589 w Kalabrii, zm. 26 sierpnia 1667 w Neapolu) – włoski uczony i jezuita. Zajmował się głównie astronomią i matematyką, ale był bardzo wszechstronnie wykształcony.

## Życiorys
Zupi urodził się w południowej Italii w 1589 roku. W wieku 21 lat wstąpił do zakonu jezuitów. Przez jakiś czas studiował filozofię, teologię i matematykę. Później pracował jako nauczyciel w kilku jezuickich szkołach, gdzie nauczał zarówno przedmiotów humanistycznych, jak i matematyki. Ostatecznie trafił do kolegium jezuickiego w Neapolu, w którym spędził 27 lat nauczając matematyki. Z zamiłowania był astronomem i kiedy Francesco Fontana skonstruował teleskop z dwiema wypukłymi soczewkami, natychmiast nawiązał z nim kontakt i współpracę. Nie wiemy nic o osobnych pracach Zupiego, które przetrwałyby do dzisiejszych czasów. Z dzieła Fontany, Novae Coelestium, wynika jednak, że Zupi zajmował się między innymi obserwacją Jowisza i przyczynił się do lepszego poznania i opisania atmosfery tej planety, głównie tak zwanych stref i pasów. Z Almagestum Novum Giovanniego Riccioli wiemy, że Zupi interesował się nie tylko Jowiszem, ale także Merkurym. Dzięki obserwacji Zupi odkrył, że fazy Merkurego są podobne do faz Księżyca, co było dowodem na to, że planeta ta krąży wokół Słońca. Zupi zmarł w 1667 roku w Neapolu.
Międzynarodowa Unia Astronomiczna uhonorowała Zupiego, nazywając od jego nazwiska krater i grupę rowów na Księżycu.